# Isabel Rodríguez-Larraín
Isabel Rodríguez-Larraín Pendergast (*Lima, 5 de julio de 1903 - † 28 de abril de 1991) fue una socialité y compositora peruana, creadora del himno al Señor de los Milagros en 1954.

## Biografía
Isabel Rodríguez Larraín nació en 1903 y fue la cuarta de los quince hijos de una católica familia anglo-peruana. Sus padres fueron Emilio Rodríguez Larraín e Isabel Pendergast Price.
Familia muy virtuosa en la que nunca faltaban al Rosario y a la Santa Misa todos los días. Desde muy pequeña, Isabel se caracterizó por sus grandes dotes artísticos, ejecutaba hábilmente piezas clásicas en instrumentos como piano, violín y guitarra, además de poseer voz de soprano. Aún en la ancianidad, impactaba interpretando a Chopin, Mozart o Strauss. Con el tiempo intercaló estas interpretaciones con sus propias composiciones, entre ellas, tres sonatas que dedicó a la Virgen María, piezas clásicas al estilo de Strauss, una pastoral de Navidad, una pieza de carnaval y una pastoral dedicada al Papa Paulo VI.

## El Señor de Los Milagros
Entre sus amistades más cercanas, se encontraba Albina Aramburú Raygada de Pardo, quién vivía en una casa del Jirón de la Unión, por donde pasaba el Cristo Moreno, fue ahí donde Isabel empezaría a empaparse del espíritu Religioso de la procesión. Al poco tiempo se convocó a un concurso donde se elegiría el nuevo Himno al Patrón Jurado de Lima; la compositora decidió participar. En un momento creyó que no iba a concretar nada.
En tal desesperación, su padre le dijo que escribiese. Un día entero se la pasó ensayando pentagramas, y en el momento de escribir las primeras notas se le nubló la vista, sobreviniéndole un llanto inconsciente que terminó por despintar su trabajo. La tarea parecía superior a sus fuerzas; exhausta se rindió al sueño y cuando se despertó, tocó el piano durante muchas horas, parecía como si hubiese tenido un sueño inspirador. Jamás supo en realidad que había interpretado, pero varios días después escribió de corrido casi toda la Marcha del Señor de los Milagros.
Ordenada, formal y con un carácter fuerte e independiente, vivió sus últimos años prácticamente como una religiosa, era muy austera y fervorosa, dejando de existir en 1991.

## Himno al Señor de Los Milagros
Este proceso de composición, en el que la autora visualizó toda su vida, en especial las veces que había tomado contacto con las procesiones y el Santuario de Las Nazarenas, se inspiró en las apoteósicas salidas del Señor de su Templo y Monasterio y en la efigie que mira a sus fieles.